# روبرت أ. غروس
روبرت أ. غروس (بالإنجليزية: Robert A. Gross) هو فيزيائي أمريكي، ولد في 31 أكتوبر 1927، وتوفي في 8 فبراير 2018 في تشابل هيل في الولايات المتحدة.